# Вольный город Краков
Во́льный го́род Кра́ков (пол. Wolne Miasto Kraków) или Кра́ковская респу́блика (пол. Rzeczpospolita Krakowska) — государство, созданное на Венском конгрессе в 1815 году после окончания Наполеоновских войн, и просуществовавшее до 1846 года.
Решениями Венского конгресса 1815 года город Краков с прилегающей к нему территорией был объявлен «вольным, независимым и строго нейтральным городом» (пол. Wolne, Niepodległe i Ściśle Neutralne Miasto Kraków z Okręgiem). Город находился под непосредственным покровительством трёх государств: России, Австрии и Пруссии.
Формально государство было создано 18 октября 1815 года на юге Герцогства Варшавского как полудемократическая конституционная республика, руководствующаяся Кодексом Наполеона и собственной конституцией.
Сначала Краков пользовался умеренной внутренней автономией. До 1830 года исполнительную власть формально осуществлял Сенат из 12 сенаторов, в состав которого входили представители Собрания представителей, Ягеллонского университета и государств-попечителей. Законодательная власть теоретически принадлежала полудемократически избиравшемуся Собранию представителей, однако на все решения этой палаты могли накладывать вето представители государств-попечителей.
Умеренная внутренняя автономия была утрачена в результате внутренних разногласий в самом Кракове, которыми воспользовались государства-попечители. Эти государства передали в 1828 году фактическую власть Эпурационному Комитету, в котором заседали только послушные им сенаторы. Во время Польского восстания 1830 года внутренняя автономия была временно возвращена, а территория Вольного города стала базой поддержки повстанцев из других захваченных польских земель.
В 1833 году государства-попечители навязали городу новую конституцию, которая ограничила до минимума влияние жителей на судьбу своего государства. Город был лишён права на свободную торговлю. Конец внутренней автономии положила австрийская оккупация, которая продлилась с 1836 по 1846 год. В феврале 1846 года в Кракове вспыхнуло восстание, разгром которого привёл к тому, что город был лишён своей независимости и его территория 16 ноября 1846 года была присоединена к Австрийской империи, в составе которой Краков находился до ноября 1918 года, после чего снова стал частью восстановившей свою независимость Польши.

## История

### Возникновение Вольного города Кракова

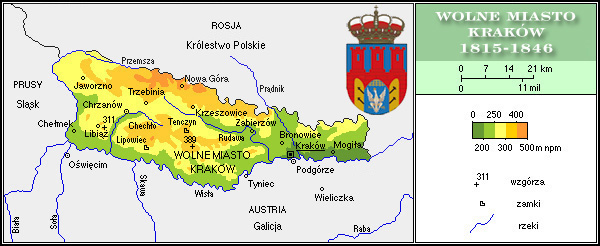
Вольный город Краков 1815—1846

Краковская республика возникла в 1815 году в результате решений Венского конгресса. Инициатором её создания был царь Александр I, который на переговорах между тремя государствами, производившими раздел Польши, предложил преобразовать Краков и Торунь в вольные города. Торунь в результате передали Пруссии, а Краков с окрестностями был преобразован в «вольное, независимое и строго нейтральное» государство под попечительством России, Австрии и Пруссии.
Новое государство не обладало правом ведения собственной внешней политики — его интересы должны были представлять три государства-попечителя, которые обязались уважать нейтралитет Вольного города и не вводить на его территорию свои войска ни при каких условиях. Взамен Краков должен был выдавать шпионов и дезертиров, сбежавших на его территорию. Тем не менее, Вольный город Краков стал убежищем для лиц из других польских земель и повстанческим «коридором».
Правовое положение Кракова как Вольного города было определено в «Дополнительном договоре о Кракове» от 21 апреля (3 мая) 1815 года, а также статьями главного акта Венского конгресса от 28 мая (9 июня) 1815 года. Формальной датой провозглашения государства считалось 18 октября 1815 года, которое отмечали с того времени как государственный праздник.

### Политическая жизнь Вольного города Кракова в 1815—1830 годах
Контроль над событиями в Вольном городе обеспечили себе государства-опекуны, назначая своих комиссаров, полномочия и влияние которых на события в этом формально независимом государстве с каждым годом возрастали.
Главной фигурой в политической жизни республики был председатель Сената, несмотря на то, что конституция 1818 года не давала ему широких полномочий. В результате стараний князя А. Е. Чарторыйского, первым председателем Сената Вольного города Кракова стал шляхтич Станислав Водзицкий, бывший префект департамента Кракова. Вокруг Водзицкого объединилось большинство консервативных землевладельцев и аристократии, слабо связанных с краковским мещанством и надеющихся на скорое присоединение города к Польскому царству. Эта партия бессменно доминировала в Сенате, а его председатель тесно сотрудничал с монархиями-попечителями в борьбе с местными либерально-демократическими движениями.
Консерваторам противостояли либералы, имеющие поддержку среди мещан и студентов. Руководил ими ректор Краковского университета Валенты Литвинский. Либералы выступали за расширение суверенитета Вольного города и критиковали власть за отказ от гарантированного конституцией права создавать представительства при дворах государств-попечителей, а также от части экономических прав. Они имели сильные позиции в Собрании представителей (Сейме) и пользовались негласной поддержкой Пруссии, которая получала значительную прибыль от торговли с Вольным городом.
До 1827 года партия Водзицкого господствовала в городской администрации и Сенате.
Первое крупное столкновение между Сенатом и Сеймом произошло в 1817 году в связи с изменениями, которые Сейм провел в бюджете. Сенат признал эти изменения незаконными, и Водзицкий обратился к царю Александру. Царь утвердил изменения в бюджете, запретив, однако, на будущее Сейму свободное проведение таких изменений. Это событие стало первым случаем обращения властей Вольного города ко двору попечителей. Такая практика, ограничивающая суверенитет государства, с тех пор стала правилом во внутренних спорах.
В 1820 году дошло до студенческих волнений, что спровоцировало спор между Сенатом и университетом. Когда годом позже была раскрыта первая тайная организация студенческой молодежи («Белый орел»), Водзицкий вновь обратился к дворам попечителей. В результате была ограничена автономия университета и власть ректора, который до того мог с точки зрения политического влияния конкурировать с председателем Сената.
Эти события дискредитировали Водзицкого и Сенат. Если на выборах председателя в 1824 году Водзицкий победил с незначительным перевесом голосов, то в 1827 году, в результате внутренних распрей в лагере консерваторов, Сейм избрал своим председателем Юзефа Никоровича, председателя апелляционного суда, кандидата мещан. Это привело к наивысшему в то время политическому напряжению в Краковской республике. Консерваторы во главе с Флорианом Страшевским и Яном Мершевским не признали нового председателя и покинули заседание под предлогом отсутствия высшего образования у части депутатов сейма. Ситуацией воспользовались государства-попечители, которые направили сейму ноту, указывающую на незаконность его действий, а Водзицкому предписали остаться на должности. Водзицкий с тех пор управлял благодаря поддержке резидентов, а деятельность сейма прекращена.
В 1828 году по инициативе России возник так называемый Эпурационный комитет, действующий в тесном взаимопонимании с резидентами. Заседали в нём Водзицкий и 3 послушных России сенатора. Главной целью его деятельности было продление перевеса управленческой олигархии, состоящей из людей, послушных государствам-попечителям. Комитет устранил от власти целый ряд сенаторов, чиновников и даже профессоров университета, а также усилил власть председателя Сената. Сторонником этих изменений был царь Николай I, который стремился навязать республике новую конституцию, к чему давно стремился консерватор Водзицкий. Попечительские дворы намеревались провозгласить новую конституцию в ноябре 1830 года, предварительно вводя в город войска. Реализации этих планов воспрепятствовало ноябрьское восстание в Царстве Польском.

### Вольный город во время ноябрьского восстания
Ноябрьское восстание внесло большое оживление в Краковскую республику, которая играла роль главного центра по контрабанде оружия в Царство Польское и посредника в дипломатических контактах. 4 декабря была создана национальная гвардия, а 16 января 1831 года студенческая молодежь под руководством Яцека Гудрайчика арестовала Водзицкого, которого вынудили отказаться от всех должностей и выехать из Кракова 18 января. В Сенат возвратились ранее удалённые Эпурационным комитетом мещане.
Из Кракова поступала в Царство Польское молодежь, усиливающая ряды повстанцев, а варшавское Национальное правительство назначило в республике своего представителя в лице графа Людвика Морштына. В сговоре с ним оружие для королевства поставляли местные банкиры — Ян Непомуцен Вальтер и братья Бохенек. В заключительный период восстания в Краков хлынули толпы польских повстанцев, скрывался Адам Ежи Чарторыйский, последние дни жизни провел Юзеф Хлопицкий. Поражения повстанцев, голод и эпидемия холеры ослабили к тому времени энтузиазм жителей города.
В сентябре 1831 года, в погоне за корпусом Самуэля Ружицкого, русский генерал Фёдор Ридигер занял Краков и оставался в нём вопреки английским и французским протестам 2 месяца, уступив только по просьбе Австрии.

### Политика держав-попечителей после ноябрьского восстания. Конституция 1833 года
После ноябрьского восстания Россия и Австрия потеряли надежду на взаимодействие с польской шляхтой на территории Вольного города. С тех пор их политика относительно Краковской республики сводилась к последовательному ограничению её свобод и опоре на лояльные элементы. Пруссия негласно поддерживала на краковской территории либеральные движения, а около 1840 года начала трактовать республику в дипломатических отношениях как суверенное государство. Однако прибыль, получаемая от торговли и поставок через Краков, не стоила ухудшения отношений с союзниками в рамках Священного союза России, Пруссии и Австрии. Державы-попечители действовали согласованно, а после восстания главным кандидатом на принятие власти в Кракове стала Австрия.
В это время Краков стал центром польского демократического подполья и эмигрантской деятельности. Значение последнего державы-попечители умышленно преувеличивали, так как это было подходящим предлогом к расширению их власти в Вольном городе. Либеральная политика России облегчала эмигрантам проникновение в Краков, но следом за ними направляли агентов и провокаторов.
Предпринятая в 1833 году неудачная попытка эмигрантов из организации "Месть народа" (Юзеф Заливский, Артур Завиша) поднять восстание в Польше послужила государствам-попечителям основанием навязать Вольному городу новую конституцию, провозглашённую 30 мая 1833 года.
Этот акт, нарушая решения Венского конгресса, значительно ограничил свободы Вольного города. Конференция полномочных представителей («резидентов») держав получила ранг инстанции по разрешению конфликтов между Собранием представителей и Сенатом и толкованию конституции. Она утверждала выборы председателя Сената и получила на практике возможность принимать решение о кадровом составе государственных учреждений и влиять на ход судебных дел. Количество сенаторов уменьшено до 8, а депутатов Сейма, который должен был с тех пор избираться каждые 3 года, до 30. Были введены ограничения на свободу печати, город лишили права на свободную торговлю в краковском пригороде Подгуже.
14 октября 1835 года в Берлине Россия, Австрия и Пруссия подписали тайный трактат, предусматривавший оккупацию Вольного города в случае проведения там польских сепаратистских акций. На съезде в Цеплицах в 1835 году решено, что эту оккупацию проведут австрийцы. Был предусмотрен захват республики Австрией, с небольшими коррекциями границ в пользу Пруссии. Правительства трех государств предлагали проведение инкорпорации Кракова частично и «по просьбе жителей». В ожидании возможности предпринять соответствующие шаги, правительства государств-попечителей делали невозможным создание дипломатических представительств Кракова на Западе и занятие вакантного поста краковского епископа. Австрия планировала окружение Вольного города таможенной границей, что привело бы его экономику к упадку.

### Политическая жизнь Вольного города в 1836—1846 годах. Австрийская оккупация
В январе 1836 года на территории Кракова был убит агентами Объединения польского народа российский шпион Бегренс-Павловский. В ответ попечительские дворы потребовали удалить из республики всех эмигрантов на протяжении 8 дней, одновременно стараясь склонить Сенат вызвать войска попечителей в Краков с целью «наведения порядка».
Председатель Сената Каспер Вельогловский издал обращение к эмигрантам, в котором просил их выехать из Вольного города (что большинство в ближайшие дни и сделали), но выступил против приглашения войск государств-попечителей. Тогда государства-попечители отказались от дальнейших попыток придать своей агрессии видимость сотрудничества с местными властями. 7 февраля в Краков вошли войска австрийского генерала Кауффманна, а 20 февраля русские и прусские войска. В знак протеста Вельогловски покинул пост.
Вступление войск соседних государств в Краков нарушало решения Венского конгресса и вызвало энергичную реакцию Отеля Ламбер, вокруг которого группировалась польские эмигранты во Франции, а также и в Англии. В марте 1836 года поступило пять обращений по этому вопросу в английскую Палату Общин (в том числе Стратфорд Каннинг и Дудли Стюарт), a Палмерстон назвал оккупацию Кракова незаконной (объясняя в письме к Меттерниху, что сделал это под давлением общественного мнения). Во французской Палате депутатов в защиту Кракова выступали также Бигнон и граф де Морнаи. Для правительств этих государств вопрос этот имел второстепенное значение, поэтому ноты в Вену, Берлин и Петербург были составлены в довольно мягком тоне. Под влиянием этой дипломатической интервенции Пруссия и Россия вывели свои войска из города. Австрийская оккупация должна была длиться до 1841 года.
Поводом к присутствию австрийских войск стала реорганизация краковской полиции и милиции. На практике оккупанты, при содействии русского и прусского резидентов, начали реорганизовывать власть в республике и комплектовать её людьми, послушными их указаниям. Они ограничили количество заседаний Сената до 2 в неделю и дополнительно вводилось требование согласия резидентов на внесение Сенатом предложения в Сейм. Новым председателем стал Юзеф Галлер, до 1839 года лояльно сотрудничающий с австрийцами. Фактически власть в городе принадлежала комиссарам государств и превращенным в орудия Австрии полиции и милиции.
Ситуация в городе, усмиренном директором полиции Гутом, стала напоминать состояние осады. С целью спасения государства Сейм республики принял в 1838 году обращение к государствам-попечителям, критикующее политику властей и требующее создание беспартийной комиссии для улучшения ситуации в городе. Из-за отказа резидентов доставить его своим дворам, председатель Галлер уступил, а краковская оппозиция, во главе которой находились публицист Гилари Мецишевски и банкир Винценты Вольфф, контактируя с остающимся в эмиграции князем Адамом Ежи Чарторыским и при его посредничестве, отправили во Францию и Англию мемориал, в котором предлагалось созвать конгресс пяти государств, чтобы решить проблему Кракова. Правительства этих государств не дали официального ответа на этот документ, но после обсуждения в нижних палатах парламентов в июле 1840 года осудили политику соседей по отношению к Кракову, а в скором времени Франция пригрозила Австрии занять Анкону. Акция западных государств принесла плоды — 21 февраля 1841 году австрийцы вывели войска с территории республики.
После ухода австрийцев отношения в городе не слишком изменились. Власть оставалась в руках резидентов и руководимой австрийцами полиции и милиции. Новый председатель священник Ян Шиндлер получил репутацию хорошего администратора (его наиболее показательным успехом стало получение концессии на строительство железной дороги Краков-Вена), но не слишком слушался Австрии.
Последний раз Сейм Краковской республики собрался в 1844 году. На нём обсуждали вопрос ремонта дорог и введения сберегательных касс. Наиважнейшие для будущего республики вопросы решались уже не в Сейме, а при дворах государств-попечителей и в среде польского демократического подполья, готовящего национальное восстание.

### Краковское восстание в 1846 году и ликвидация республики
После поражения ноябрьского восстания Краков стал главным центром польского подполья. Здесь действовали с большим размахом эмиссары польской эмиграции. В 1835 году посланники Молодой Польши создали в согласии с бывшими «угольщиками» (пол. węglarzami) из Союза друзей народа Объединение польского народа. С 1837 года в Кракове действовала Всеобщая конфедерация польского народа.
В 1843 году эмиссары Польского демократического общества создали в Кракове Революционный комитет, сотрудничавший с Познанской централизацией. В январе 1846 года в Кракове состоялись переговоры руководства планируемого восстания, в которых приняли участие: Людвик Мерославский, Виктор Гельтман, Кароль Либельт, Ян Тиссовский и Людвик Гожковский. Под влиянием Гельтмана датой начала восстания была назначена ночь с 21 на 22 февраля. В Кракове было создано Национальное правительство, в составе: Тиссовский — представитель Галиции, Ян Алкиато — эмиссар Польского демократического общества и Людвик Гожковский — представитель Кракова.
После ареста Мерославского, Либельта и многих других революционных деятелей и выезда большинства оставшихся на Запад, восстание на включённых в состав России и Пруссии польских землях было прекращено в зародыше. В Галиции оно получило широкий размах, но здесь его опередили инспирированные австрийскими властями крестьянские выступления, называемые галицийской резнёй. В Хохолове вспыхнуло антиавстрийское восстание гуралей, которые до момента ранения Яна Андрусикевича рассматривали приход на помощь Кракову.
18 февраля, под давлением резидентов, Сенат пригласил в Краков австрийские войска. Город окружил корпус генерала Цоллина, насчитывающий 800 пехотинцев, 150 кавалеристов и 3 полевых орудия. На собрании Национального правительства было принято постановление о прекращении восстания (ранее это сделали деятели в других разделенных частях Польши). Алкиато выехал из Кракова. Гожковский поспешил, однако, отменить решения о прекращении восстания. В городе росли революционные настроения. В ночь с 20 на 21 февраля дошло до первой стрельбы возле ресторана Фохта на улице Славковской, на улицах города появились состоявшие из крестьян подразделения восставших. Но Цоллин был хорошо подготовлен и удержал ситуацию. 23 февраля он все же отступил в Подгуже, остерегаясь смуты и атак извне. Вместе с Цоллином город оставили сенаторы, резиденты и полиция.
В городе на волне революционного энтузиазма было провозглашено создание Национального правительства Польской республики, в состав которого вошли: Тиссовский, Гожковский и Александр Гжегожевский. Правительство издало манифест, автором которого был Либельт и объявило освобождение крестьян, снижение налогов, организацию социальной помощи для бедных и раздачу земель из национального имущества безземельным. Несмотря на то, что краковское правительство было создано демократами, формально ему подчинялся Отель Ламбер. Консерваторы  организовали Комитет безопасности во главе с Юзефом Водзицким.
После трений в составе правительства, 24 февраля Тиссовский провозгласил себя диктатором и созвал новое правительство под руководством Гожковского (в него вошли Каспер Вельогловский и Винценты Вольфф). Секретарем Тиссовского стал Эдвард Дембовский, который придал восстанию более радикальный характер. Дембовский создал в Кракове революционный клуб, издавал множество манифестов и создавал гражданские комитеты. В ночь с 25 на 26 февраля состоялся консервативный государственный переворот. Его руководитель — Михал Вишневский арестовал Тиссовского и провозгласил себя диктатором, но быстрая ответная акция Дембовского привела к бегству заговорщиков и возвращению власти Тиссовскому.
В это время в Краков прибыли подразделения Людвика Мазарака (которые по пути разбили казачий патруль) и взбунтовавшихся шахтеров из Велички. Возрастал энтузиазм и надежды на успех восстания. Краковский повстанческий отряд (несколько сотен человек) под командованием офицера Сухожевского занял Подгуже и Величку и по пути на Бохню разогнал несколько десятков австрийских кавалеристов. Только 26 февраля отряд был окружен войсками генерала Бенедека, поддерживаемыми крестьянами из близлежащих сел, под Гдовом. Коннице удалось вырваться из окружения, но отряд был разбит. Австрийские войска начали марш на Краков.
На сообщение о приближающейся к Кракову армии, состоящей из австрийских солдат и крестьян, Дембовский организовал 27 февраля мирную процессию, заданием которой должна была стать нейтрализация крестьян. На Подгуже состоялась встреча с австрийскими войсками, которые открыли огонь. Одним из первых погиб от пули из карабина шагающий во главе Дембовский. Австрийцы схватили около 30 священников и около 100 других участников. Они все же не решились войти в Краков, а потребовали сдачи города и выдачи представителей Национального правительства.
3 марта силы повстанцев под командованием Тиссовского оставили Краков и на следующий день в количестве около 1000 человек сдали оружие на прусской границе. В это время краковский Комитет безопасности на волне ненависти к Австрии после галицийской резни и в надежде на присоединение города к Польскому королевству сдал город русским. 7 марта власть в Кракове с согласия России принял все же австрийский генерал граф Кастильоне, а Сенат был преобразован в Административный совет, временный исполнительный орган. 15 апреля, после того как было сломлено сопротивление Пруссии, представители государств-попечителей подписали в Вене конвенцию о включении Вольного города в состав Австрии (как Великое княжество Краковское, не входящее в состав Галиции). 16 ноября в Кракове состоялось торжественное принятие власти австрийским императором.
В Англии и Франции ликвидация краковской республики вызвала возмущение, но в результате правительства этих государств ограничились только формальным протестом. На протяжении последующих 72 лет Краков оставался австрийским городом.

## География и население
Вольный город Краков возник в юго-западной части Варшавского княжества, на левом берегу Вислы. Он занимал площадь 1234 квадратных километров (по другим данным — 1164) и граничил с Россией, Пруссией и Австрией. На его территории находились, помимо Кракова, 224 села (около 60 % из них было в руках частных владельцев) и 3 города — Хшанув, Тшебиня и Нова Гура. В 1815 году в нём проживало около 95 тысяч жителей, а в 1843 году почти 146 тысяч, из которых около 85 % составляли католики, остальные — в основном евреи.
Самым богатым родом Вольного города были Потоцкие из Кшешовиц, владеющие 11 сёлами. Большинство богатых родов проживало в Кракове, так как это давало возможность отправлять детей в школу и активно участвовать в политической жизни города-государства.

## Административное деление
Вольный город Краков был разделен на 17 сельских гмин, а сам город Краков на 9 городских гмин. Сельские гмины состояли из нескольких сел, некоторые также из городов (Хшанув, Тшебиня с 1817 года, Нова Гура). На основании статьи IX Конституции Вольного города Кракова во главе администрации гмины находился староста (войт), избираемый гминным собранием на 2 года. К кандидатам на старосту были следующие требования: совершеннолетие, безукоризненный характер, умение считать, а также читать и писать на польском языке.
В 1839 году состоялась реформа административного деления Вольного города Кракова, заменившая гмины на более крупные административные единицы — дистрикты, в которых старост заменили комиссары дистриктов. Созданы среди прочих дистрикты в Авернии, Хшанове, Кракове, Явожне, Кшешовицах, Тшебини и т. д.

## Государственное устройство, конституция
Актом от 3 мая 1815 года Венским конгрессом предоставлено Вольному городу вступительную конституцию, которую отредактировал князь Адам Ежи Чарторыский, а гарантами должны были выступить государства-попечители. Потом Организационная комиссия, в состав которой вошли комиссары этих стран и сенаторы Вольного города, должна была заняться развитием конституции и организацией администрации. Специально созванная Сельская комиссия должна была урегулировать правовой статус крестьян.
Текст конституции оглашен 11 сентября 1818 года. Согласно её тексту, исполнительная власть принадлежала Сенату, состоящему из председателя и 12 членов, из которых 8 избирало Собрание представителей, а по 2 капитул и университет. Законодательная инициатива и исключительность в создании полиции и администрации давала Сенату перевес над Собранием. Собрание представителей состояло из 41 члена, из которых 26 избирали гминные собрания, по 3 Сенат из сенаторов, капитул из каноников и пралатов и университет из профессоров и докторов. Оставшиеся 6 мест принадлежало так называемым мировым судьям. Собрание имело законодательные и контрольные полномочия. Собиралось один раз в год с целью утверждения бюджета, контроля работы государственных чиновников, выбора сенаторов и судей. Конституция ставила в зависимость его законодательную инициативу от согласия Сената, которому принадлежало право отложить на год исполнение постановления, если оно не прошло большинством в 7/8 голосов.
Действующее избирательное право в республике получили профессора университета, учителя, художники, светское духовенство, руководители фабрик и мастерских, важнейшие купцы и собственники хозяйств и домов, выплачивающие наименьшее 50 польских злотых земельного налога. От кандидата в Собрание или Сенат конституция требовала окончания обучения на каком-либо из польских университетов. Исключение составляли бывшие чиновники Варшавского княжества, а также назначенные государствами-попечителями. Конституция гарантировала равенство всех перед законом, незыблемость частной собственности и господство польского языка. Государственной религией был католицизм, другим христианским вероисповеданиям обеспечивалась вся полнота гражданских прав, а не христианским — терпимость и правовая опека.

## Экономика и торговля
Краковская республика была анклавом экономического либерализма на территории центральной и восточной Европы. В силу решений Венского конгресса она не имела права взимания таможенных пошлин (могла взимать мостовую и дорожную плату). Соседние государства обязались не облагать таможенными пошлинами краковскую древесину, уголь и продукты питания, а Австрия согласилась предоставить Подгужу характер города свободной торговли. Жители Кракова получили также полную свободу навигации на Висле. Налоги в государстве были очень низкие. Эти экономические свободы и экономическая политика властей имели решающее значение в популярности республики в кругах европейских либералов и лесеферистов, которая дополнительно укрепляла республиканское устройство государства.
Благодаря своим экономическим привилегиям и стратегическому положению Краков стал одним из главных торговых центров Центрально-Восточной Европы и в нём на протяжении 30 лет удвоилось количество населения. Возрастала сила купечества, развивались банки (Вальтера, Бохенков, Кирхмайеров, Мейсельса). Краков был также главным контрабандным центром на польских землях.
На благоприятное экономическое развитие влиял в значительной мере выгодный торговый договор с Царством Польским. Подписаный в 1817 году, он разрешал беспошлинный ввоз товаров из Вольного города на территорию королевства. Договор был расторгнут в 1822 году Ксаверием Друцким Любецким, но в 1823 году краковский Сенат подписал очередной выгодный договор.
В 1831 году в городе размещался российский корпус Рудигера. Это нанесло городу убытки в размере около 300 000 польских злотых, которые так и не были возвращены.
В 1834 году республика подписала новый торговый договор с Россией. Взамен за отказ от права покупать соль в Величке она получила возобновление своих прав на беспошлинный ввоз товаров на территорию Царства Польского. Город развивался благополучно, расцветали ремесла, росли цены на недвижимость, строились дороги и мосты. Краковские купцы получали значительную прибыль от торговли зерном из Польши, венгерскими винами и древесиной.
В 1836—1841 годах продолжалась оккупация Кракова войсками соседей, что отрицательно отразилось на его развитии. После окончания оккупации Вольный город не продлил полезный торговый договор с Царством Польским, а в 1844 году связал себя договором с мало потребляющим галицийским рынком. Большую прибыль могло принести строительство железнодорожного соединения с Веной, которое началось за два года перед упадком Вольного города, в 1844 году.
Медленнее в республике развивалась промышленность, не выдерживающая конкуренции с более дешевыми товарами из Пруссии и Австрии. Благоприятно развивались лишь мануфактуры, необходимые для функционирования города. Возрастала добыча цинка, свинца и угля. Новые угольные шахты появились в районе Хшанова, где в 1817 году установлено первую в республике паровую машину. После ноябрьского восстания количество мануфактур уменьшилось, что было результатом конкуренции иностранных товаров и эпидемии холеры.
Краков продолжительное время не имел собственной валюты, находясь в валютном союзе с Царством Польским. В обороте были деньги соседей и монеты времен короля Станислава Августа Понятовского. Только в 1835 году, в связи с устранения изображения белого орла с монет Польского королевства, началось изготовление собственных, так называемых краковских злотых.

## Правосудие. Администрация. Полиция
На территории Вольного города Кракова действовал Кодекс Наполеона, французский торговый кодекс и французское гражданское и уголовное право. Правосудие действовало исправно. Согласно конституции оно было независимым, а судопроизводство по гражданских и уголовных делах гласным. От судей, назначаемых Собранием представителей, требовалось наличие звания доктора права. Введены суды присяжных, мировые суды, первой инстанции и апелляционный. Кассационным судом был факультет права университета.
Управление Вольным городом, руководство работой чиновников (в том числе старост городских и сельских гмин) принадлежало компетенции Сената. В связи с перевесом в нём консерваторов учреждения оказались в большинстве своем в руках бывших чиновников Княжества Варшавского — в основном шляхетского происхождения. Административный аппарат, которому конституция гарантировала значительное влияние на жизнь государства, исправно функционировал.
Деятельностью полиции Вольного города руководил Сенат. При необходимости она могла быть увеличена до количества 50 конных и 500 пеших. После введения войск трех государств в 1836 году полицию распустили австрийцы как рассадник «анархических движений». Сформированная наново оккупантами полиция стала орудием осуществления власти и давления на общество Вольного города.
Милицию отдано австрийскому офицеру Гохфельду, а реорганизацию полиции проводил австрийский офицер из Подгужа — Францишек Гут, который во главе своего аппарата начал преследование тайных политических обществ. В 1837 году Гут арестовал около 30 молодых людей, которых обвинил в подпольной деятельности. На делегацию жителей к резидентам в защиту арестованных австрийцы ответили увеличением гарнизона в городе до 1500 человек. Краковский суд все же освободил арестованных от подозрений в подпольной деятельности и притянул к ответственности Гута, вызвав тем самым гнев Меттерниха. Дворы ответили ограничением компетенции судов: дела касающиеся общественной безопасности передали полиции, а политические дела — специальной комиссии, присланной резидентами, деятельность которой привела к удалению большинства польских подпольных структур из Кракова до 1845 года. Комиссары отобрали также Собранию представителей право назначать и отзывать судей в пользу Сената.
В 1838 году начались аресты в связи с убийством российского агента — Челяка. В 1839 году Гут погиб от рук польских подпольщиков в Перемышле. После 1841 года, несмотря на вывод из Вольного города иностранных войск, полиция и милиция остались австрийскими.

## Крестьяне
Положение крестьян в Краковской республике было лучше, нежели в соседних с ней Галиции и Царстве Польском. Статусом крестьян занялась созванная с этой целью по решению Венского конгресса и работающая независимо от Сейма и Сената, Сельская комиссия. Первым её председателем был Марцин Бадени, а следующим священник Альфонс Скурковский. Комиссия отменила барщину (панщину) в пользу оброка (чинша) и разделила часть земель поместий (фольварков). Эти реформы, снимающие с крестьян часть нагрузки, поощрили их к контакту с рынком. Возрастал количественно слой зажиточных крестьян, имеющих избирательные права, а также количество школ в селах. В 1833 году Собрание представителей уменьшило чинш, вначале рассчитанный слишком высоким.

## Евреи
Конституция Вольного города декларировала попечение государства над еврейским населением, однако в силу выданного в 1817 году Старозаконного статута, только «цивилизованному», то есть тому, что отказалось от традиционной еврейской одежды. Очередным выражением государственной политики ассимиляции еврейского населения стала ликвидация в том же году кагалов, компетенцию которых, за исключением религиозных функций, получили гмины. Закрыли также еврейские школы. Позже в 1844 году всеобщее возмущение евреев вызвал приказ стрижки пейсов и изменения одежды при бракосочетании. Политика ассимиляции евреев оказалась безрезультатной, лишь немногие ей подчинились. Иным было отношение к еврейскому населению польских повстанческих властей в 1846 году. В обращении «К братьям евреям» их призывали к оружию, а также объявили изменение правового положения. Обращение было положительно воспринято обществом краковских евреев во главе с рабином Мейселем и стало важным пунктом в истории польско-еврейских отношений.

## Культура и образование
После 1815 года Краков, наряду с Вильной и Варшавой, становится главным центром польской культуры и науки. На территории Вольного города прекрасно развивалось начальное и среднее образование. Введено школьную обязанность, а количество школ в селах и городе быстро росло. Об их высоком уровне свидетельствует наплыв молодежи из Польского королевства и захваченных земель, а также мнение австрийского чиновника, который в 1846 году утверждал, что могли бы служить образцом для реформы образования в Австрии.
Руководящую роль над школами до 1821 года выполнял университет. Количество его студентов после 1815 года росло, но их уровень оставлял желать лучшего. Статут университета сделал его практически независимым от государственной власти. В 1821 году, в связи с раскрытием подпольной студенческой организации «Белый орел» и обращением Водзицкого ко дворам попечителей навязано университету новый статут, который ставил его под контроль гражданского комиссара и так называемого Большого университетского совета, который получил также руководящую роль над средним и начальным образованием. В августе 1821 года Николай Новосильцов раскрыл очередную подпольную организацию студентов — Союз бурсов. В 1826 году над университетом установили власть куратора и специального комитета по наблюдению и наказуемости. Введено цензуру лекций и полицейское наблюдение студентов. Государства-попечители запретили своим гражданам обучаться в Кракове.
Куратором стал генерал Юзеф Залуский, который провел кадровые чистки, однако прославился для краковского образования созданием Технического института и приглашением на кафедры университета нескольких молодых, талантливых профессоров. В Ягеллонском университете преподавали в то время Ежи Самуэль Бандтке, Кароль Губе. В 1818 году возникла при университете Художественная школа (включенная потом в Технический институт), в которой работали Юзеф Бродовски и Войцех Корнели Статтлер.
Научная жизнь вне университета проходила в созданном в 1815 году Краковском научном обществе, а в 1817—1831 годах действовало Общество любителей музыки. В 1835 году возникла первая в городе общественная библиотека. Главной краковской газетой была «Gazeta Krakowska», а во время восстания «Dziennik Rządowy Rzeczypospolitej Polskiej». В 1835 году Леон Зенкович начал издавать «Powszechny Pamiętnik Nauk i Umiejętności», связанный со средой Объединения польского народа, а в 1835—1836 годах выходил «Kwartalnik Naukowy» Антони Зигмунта Гельцля, один из главных тогда в Польше научных журналов. Краковсий театр переживал свои лучшие времена после 1840 года, под руководством Томаша Хельховского и Гилари Мецишевского.
Культурная жизнь Кракова расцвела особенно после ноябрьского восстания, несмотря на усилившуюся цензуру. Действовали тогда в Кракове Густав Егренберг, Винценты Поль, Северин Гошчыньский, и связанные от рождения с городом Эдмунд Василевский и Анна Либера.
Формально суверенный и польский Краков притягивал население остальных захваченных земель, был объектом национальной гордости поляков и концентрировал много важных в национальном сознании событий, таких как погребение на Вавеле праха Костюшко в 1818 году и Понятовского в 1817. В 1820—1823 годах был насыпан холм Костюшко.
Перестройка города потянула за собой длящееся разрушение средневековых городских укреплений. Часть удалось спасти взволнованным судьбой исторических памятников депутатам и сенаторам (среди прочих Барбакан), но были разрушены готическая ратуша в 1817 году и некоторые городские ворота. На месте разрушенных стен был создан парк Планты.